# Halliste (Fluss)
Der Fluss Halliste (estnisch Halliste jõgi, deutsch Hallist, auch Kariste jõgi genannt) ist ein 86 km langer Fluss im Südwesten Estlands.
Der Fluss Halliste entspringt im Urstromtal von Karksi-Halliste, etwa 3,5 km von der Stadt Karksi-Nuia entfernt. Er ist ein linker Nebenfluss des Navesti.
Sein Einzugsgebiet beträgt etwa 1900 km². Der Fluss legt ein Gefälle von 66 m zurück.